# Virginia Cherrill
Virginia Cherrill, ameriška igralka, * 12. april 1908, † 14. november 1996.
Najbolj je znana po vlogi slepe prodajalke rož v Chaplinovem filmu Luči velemesta iz leta 1931.